# Al-Qa'im (Abbasside)
Pour les articles homonymes, voir Al-Qa'im.
Abu-Jàfar Abd-Al·lah Al-Qâ'im bi-'amr Allah ben al-Qâdir surnommé al-Qâ'im, est né en 1001. Il a succédé comme calife abbasside de Bagdad à son père Al-Qâdir en 1031. Il est mort en 1075 après un règne de quarante-quatre ans. Son petit-fils Al-Muqtadi qu'il avait désigné lui-même, lui a succédé.

## Biographie
Son père Al-Qâdir s'était pratiquement débarrassé de la tutelle des Bouyides adeptes du chiisme duodécimain et avait rétabli un sunnisme rigoureux basé sur l'hanbalisme avec l'aide des Turcs Ghaznévides.
En 1031, Al-Qâ'im a nommé le chiite Al-Basâsiri commandant des troupes turques en Irak.
En 1041, Al-Qa'im fit renouveler la proclamation de la « profession de foi » d'Al-Qâdir (Risâla al-qâdiriya). Jusqu'en 1055, Al-Qa'im a pu tenir tête aux Bouyides en jouant de leurs divisions internes. Bagdad était souvent laissée sans souverain. Les Bouyides devaient souvent quitter la capitale pour défendre leurs frontières.
Al-Basâsiri accusait l'émir bouyide Al-Malik ar-Rahîm Khusraw Fîrûz de faire des propositions d'ouverture aux Seldjoukides, et l'émir accusait Al-Basâsiri de projeter le renversement du calife par le calife Fatimide Al-Mustansir bi-llah. Le peuple s'insurgea contre Al-Basâsiri et Malik Rahim. Pour calmer la situation, Al-Qa'im a envoyé Al-Basâsiri en exil.

### Irruption des Seldjoukides
En 1058, Tuğrul Bey souverain sunnite des Turcs Seldjoukides fut appelé à Bagdad par le calife et par le chef de la garde, Al-Basâsiri, qui désiraient tous deux se débarrasser de la tutelle des Bouyides. Tuğrul Bey entra à Bagdad. Une émeute dans la population de Bagdad lui donna le prétexte d'arrêter le dernier Bouyide, Malik Rahim et de prendre le pouvoir. Al-Qa'im reconnut la tutelle de Tuğrul Bey en lui attribuant le nouveau titre de sultan (1058).

### Coup d'État d'Al-Basâsiri
En décembre 1058, Al-Basâsiri profita d'une absence d'Al-Qâ'im et de Tuğrul Bey pour entrer dans Bagdad avec 400 cavaliers et fit proclamer dans les mosquées le califat chiite Fatimide. Les emblèmes du califat furent envoyés au Caire. Mais Al-Basâsiri n'a pas été réellement soutenu par les Fatimides. Tuğrul Bey défit et tua Al-Basâsiri devant Baghdâd et ramena en triomphe le calife dans sa capitale (janvier 1060).
Les rapports entre le calife et le sultan restèrent tendus et soupçonneux. Lorsque Tuğrul Bey a demandé d'épouser une fille d'Al-Qa'im cela lui a été d'abord refusé puis finalement accepté.

### Alp Arslan et Nizâm al-Mulk
La situation s'est détendue lors de la succession Tuğrul Bey par Alp Arslan (1063). Alp Arslan ne résida pas à Bagdad. Il prit comme vizir de Nizâm al-Mulk pour le représenter à Bagdad. Alp Arslan est tué par traîtrise, en 1072. Son fils Malik Chah Ier lui succède et confirme Nizâm al-Mulk dans son poste. La politique religieuse du calife, favorable au hanbalisme, s'est heurtée aux initiatives de Nizâm al-Mulk. Le vizir favorisait l'acharisme. Il fonda la madrasa Nizâmiya (de Nizâm) à Bagdad en 1067.

### Fin de règne
Al-Qâ'im qui était parvenu, au long d'une époque troublée, à défendre tant bien que mal l'institution califale, meurt en 1075. Son successeur est son petit-fils qu'il avait désigné lui-même et qui prenr le nom d'Al-Muqtadi.